# Retje
Retje je naselje u slovenskoj Općini Loškom Potoku. Retje se nalazi u pokrajini Dolenjskoj i statističkoj regiji Donjoposavskoj regiji. 

## Stanovništvo
Prema popisu stanovništva iz 2002. godine naselje je imalo 436 stanovnika.